# Welsh International 1973
Die Welsh International 1973 fanden vom 30. November bis zum 1. Dezember 1973 in Cardiff statt. Es war die 23. Auflage dieser internationalen Meisterschaften von Wales im Badminton.

## Titelträger
| Disziplin    | Sieger                      |
| ------------ | --------------------------- |
| Herreneinzel | Michael Wilks               |
| Dameneinzel  | Barbara Beckett             |
| Herrendoppel | Michael Wilks Alan Connor   |
| Damendoppel  | Barbara Beckett Sue Alfieri |
| Mixed        | Michael Wilks Anne Forrest  |

## Finalresultate
| Disziplin    | Sieger                      | Finalist                      | Ergebnis          |
| ------------ | --------------------------- | ----------------------------- | ----------------- |
| Herreneinzel | Michael Wilks               | John Gardner                  | 18–13, 15–4       |
| Dameneinzel  | Barbara Beckett             | Angela Dickson                | 11–1, 11–5        |
| Herrendoppel | Michael Wilks Alan Connor   | R. Flood John K. H. Woodgate  | 15–11, 15–10      |
| Damendoppel  | Barbara Beckett Sue Alfieri | Anne Forrest Kathleen Whiting | 15–6, 11–15, 15–7 |
| Mixed        | Michael Wilks Anne Forrest  | Alan Connor Kathleen Whiting  | 15–10, 15–6       |